# Charles L. Veach
Pour les articles homonymes, voir Veach.
Charles Lacy Veach, né le 18 septembre 1944, mort le 3 octobre 1995, est un astronaute américain.

## Vols réalisés
Il effectue deux vols en tant que spécialiste de mission :
- 28 avril 1991 : Discovery (STS-39)
- 22 octobre 1992 : Columbia (STS-52)